# SKS Bałtyk Gdynia
L'Stowarzyszenie Klub Sportowy Bałtyk Gdynia és un club de futbol polonès de la ciutat de Gdynia.

## Història
El club va ser fundat el 1930. Ha jugat set temporades a primera divisió i 19 a segona. Evolució del nom:
- 1930: Bałtyk Gdynia
- 1934: RKS Bałtyk Gdynia
- 1949: KS Stal Gdynia
- 1956: AKS Bałtyk Gdynia
- 1967: RKS Bałtyk Gdynia
- 1980: SKS Bałtyk Gdynia
- 1996: SS Bałtyk Gdynia
- 1997: KP Bałtyk Gdynia
- 2004: SKS Bałtyk Gdynia